# Balgoya
Balgoya é um género botânico pertencente à família Polygalaceae.